# Genette commune
Genetta genetta
Espèce
Statut de conservation UICN

 LC  : Préoccupation mineure
La Genette commune (Genetta genetta), ou Genette d'Europe, est un mammifère carnivore nocturne et discret, de taille, couleur et morphologie qui la font parfois confondre avec un chat. Elle se répartit en de nombreuses sous-espèces vivant en Europe, en Afrique et au Proche-Orient. En Europe, c'est la seule espèce représentante de la famille des Viverridés.

## Description

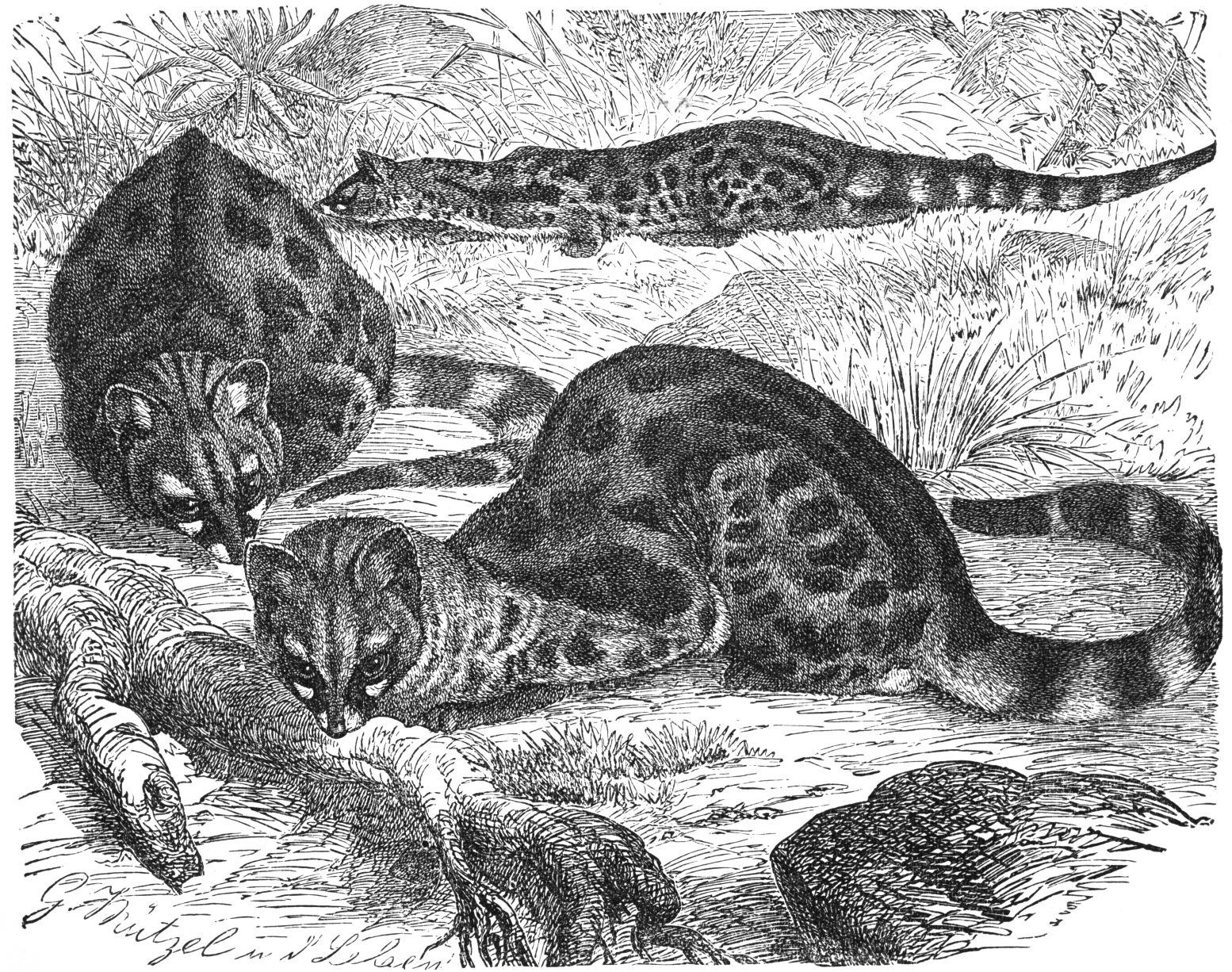
Dessin de genetta genetta.

- Longueur corps : 50-60 cm.
- Queue : 41-52 cm.
- Longueur corps + queue 5 cm
- Hauteur : ~35 cm.
- Poids : ~2 kg.

## Biotope

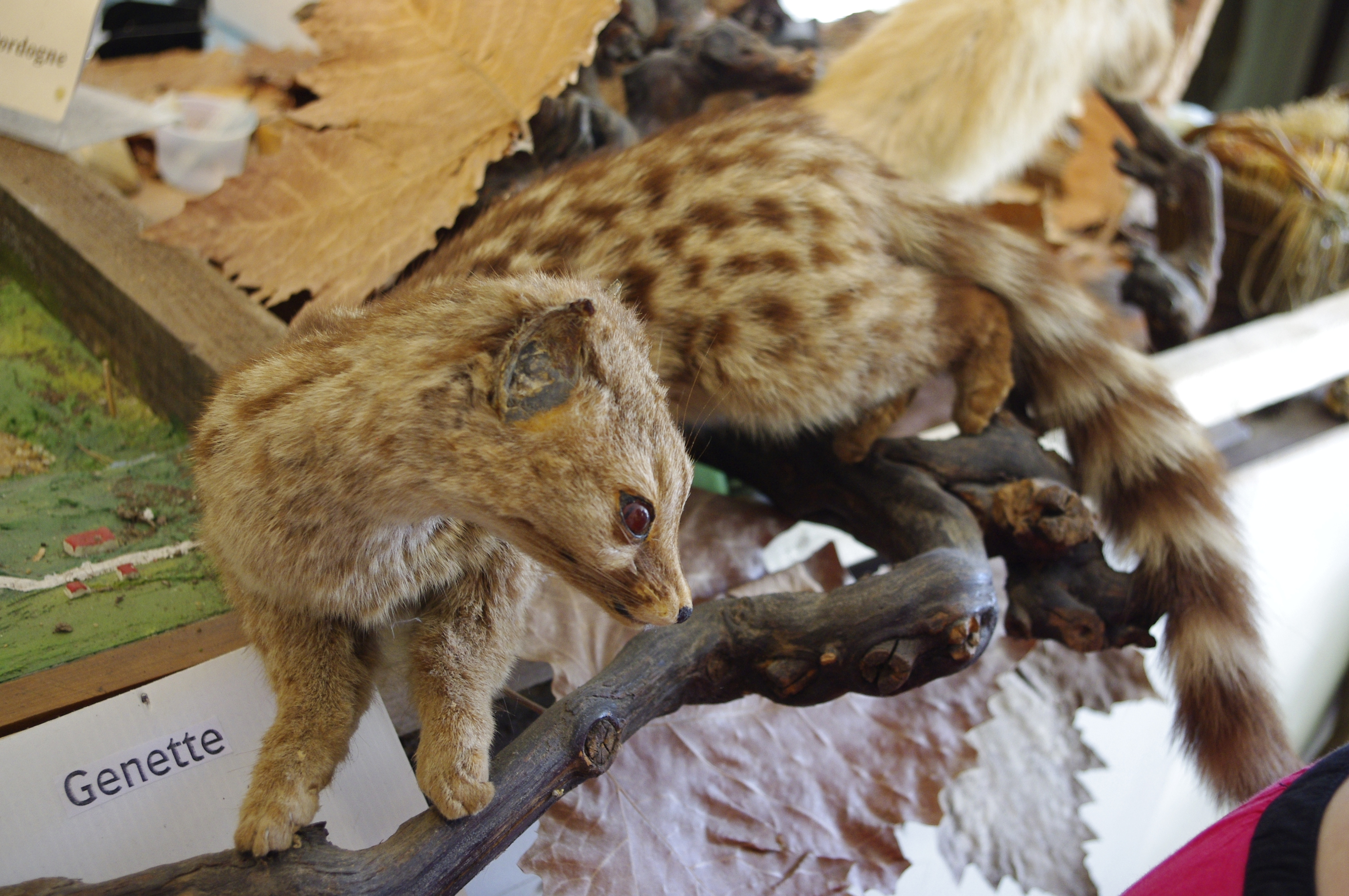
Genette naturalisée dans la Cité découverte nature à Mialet (Dordogne).

En Europe, elle est essentiellement cantonnée en Espagne et dans le sud-ouest de la France, et depuis peu en Italie du Nord (observée en Ligurie).
La genette vit et chasse généralement près des points d'eau, des taillis et des forêts denses. Elle est très territoriale et délimite régulièrement son territoire à l'aide de ses glandes périanales et de crottiers.
La genette étant un animal essentiellement nocturne, il est difficile de l'observer en milieu naturel.

## Physiologie
Dans son environnement naturel, la genette a une espérance de vie d'environ dix ans.
En captivité, son espérance de vie est identique à celle du chat (environ quinze ans).

## Comportement
L’animal est strictement nocturne. Même si la genette est un excellent grimpeur, à l'aise jusque dans les petites branches, elle chasse essentiellement à terre.
Elle n'a pas de terrier fixe (sauf en période de gestation) et passe souvent ses journées à dormir sous un rocher, dans un arbre, ou encore dans un terrier inoccupé.

## Régime alimentaire
Principalement carnivore, la genette chasse tout ce qui est plus petit qu'elle : surtout de petits rongeurs (mulot sylvestre en particulier), et également dans une moindre mesure des oiseaux (petits passériformes notamment), ainsi que de nombreux arthropodes (coléoptères et dermaptères essentiellement) ; elle ne dédaigne pas l'occasion d'améliorer ponctuellement son ordinaire de quelques fruits ou baies, démontrant un certain opportunisme alimentaire. La consommation de végétaux comme les graminées a de son côté pour but d'améliorer le transit intestinal,.
Contrairement à la fouine, la genette n'apprécie pas les zones habitées par les humains ; elle s'attaque donc rarement aux animaux de basse-cour (sauf en cas de famine exceptionnelle, les juvéniles pouvant alors faire des dégâts) et ne peut donc, en aucun cas, être considérée comme nuisible.

## Reproduction
Le genette atteint sa maturité sexuelle à l'âge de deux ans. La reproduction a lieu toute l'année, avec une gestation de deux mois.
Les portées comportent généralement deux à quatre petits, allaités pendant quatre mois. Il n'y a la plupart du temps qu'une portée par an.

## Répartition

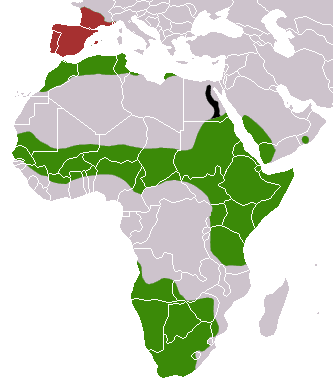
rouge - introduite et présente
noir - introduite et éteinte.

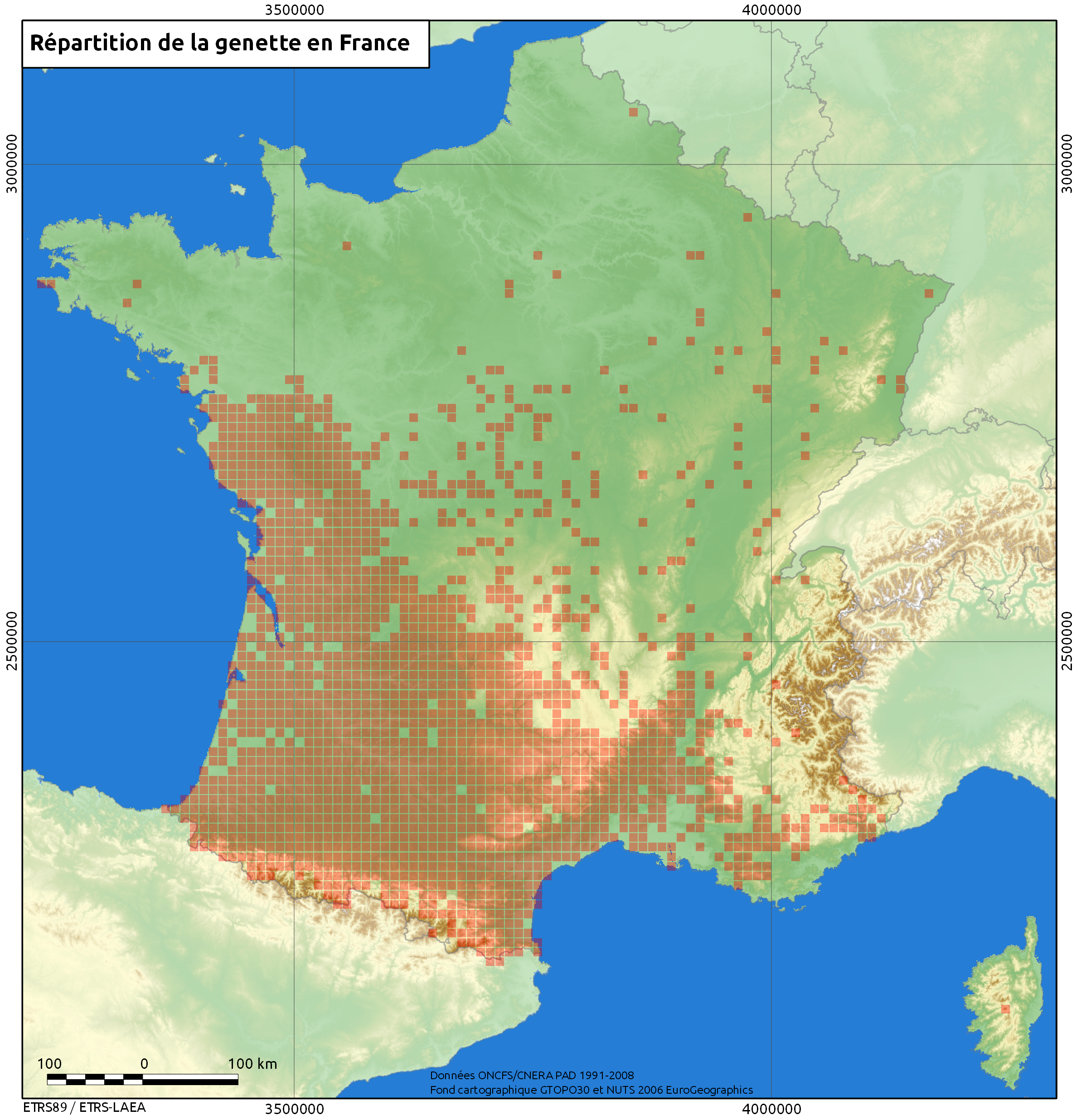
Points d'observations de la genette en France en 2008.

Liste des pays où elle est présente : Afrique du Sud, Algérie, Angola, Arabie saoudite, Belgique, Botswana, Burkina Faso, République du Congo, Égypte, Espagne, Éthiopie, France, Gabon, Italie, Kenya, Liberia, Libye, Maroc, Mali, Mayotte, Mauritanie, Mozambique, Namibie, Nigeria, Pays-Bas, Portugal, Sénégal, Somalie, Soudan, Suisse, Tanzanie, Tunisie, Ouganda, Yémen, Zambie et Zimbabwe.

### Espèce probablement introduite et naturalisée

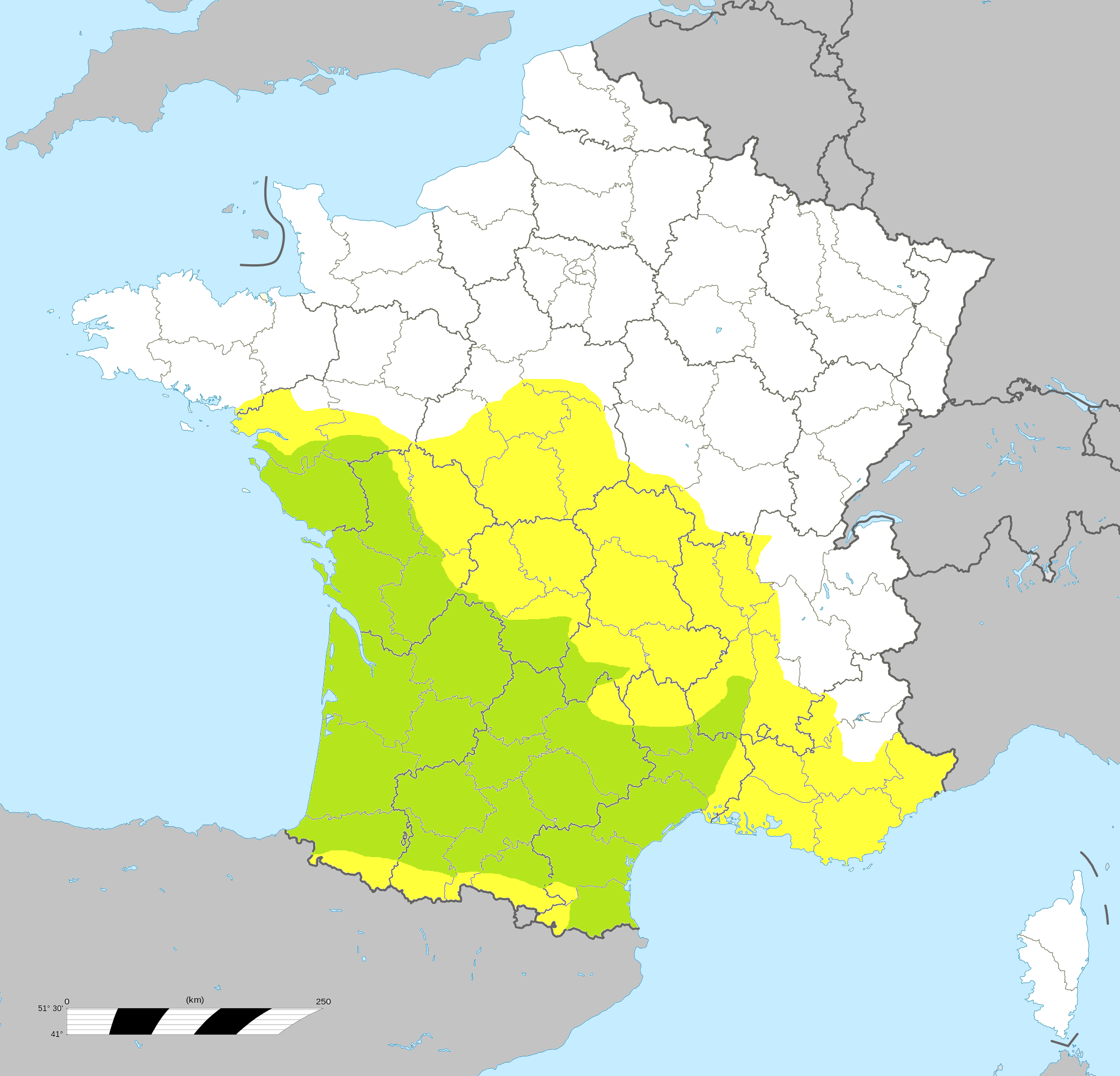
Grandes zones de la répartition géographique de la genette commune en France d'après l'ONCFS.
Vert : Zone de présence régulière.
Jaune : Zone de présence irrégulière.
Blanc : Zone avec observations diffuses.

Les genettes d'Europe, même si elles sont connues depuis l'aube de la civilisation, ont probablement été importées d'Afrique du nord par l'homme. 
Hérodote l'aurait évoqué il y a plus de deux mille ans, mais on soupçonnait depuis longtemps que les populations européennes actuelles aient comme origine des genettes introduites et naturalisées par les Romains ou les Maures pour défendre les récoltes contre les rongeurs. De plus, son aire de répartition très limitée laissait supposer que sa survie aurait pu avoir été favorisée dans ces régions par l'Homme.
Une étude du génome mitochondrial a montré que la genette dite « européenne » était génétiquement proche des souches du Maghreb. Cette analyse laisse penser que les genettes européennes actuelles auraient pour ancêtres communs des genettes africaines, et plus particulièrement des sujets originaires de la zone côtière algérienne.
La dynastie des Almohades pourrait avoir été à l'origine – au XIIe siècle – de telles introductions, car la diversité génétique de la genette européenne est plus élevée dans les zones qu'ils ont conquises et où ils ont longtemps vécu (Baléares, Espagne méridionale et Catalogne). Mais quelques introductions plus précoces ou tardives seraient également possibles.
En France, l'espèce est essentiellement présente dans un grand quart sud-ouest. Elle s'est montrée capable de traverser le Rhône, peut-être grâce aux ponts, et elle a colonisé la Provence à partir d'Arles[réf. nécessaire], où elle est de plus en plus présente depuis les années 1970. La genette s'est établie assez récemment dans l'île de Camargue où des animaux ont été observés et des « crottiers » importants découverts. Dans l'Ouest, l'espèce est présente jusqu'au sud de la Bretagne, elle a donc traversé la Garonne, la Loire, et de nombreux autres cours d'eau qui ne semblent pas gêner son expansion. Elle est observée sporadiquement un peu partout en France jusqu'en Alsace et dans le Pas-de-Calais, et semble globalement en expansion.

## Relations à l'Homme

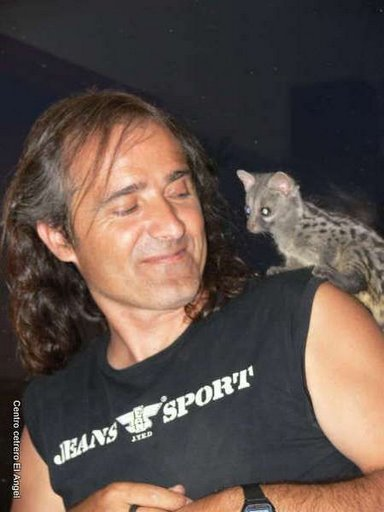
La genette peut s'apprivoiser, mais sa forte odeur lui a fait préférer historiquement le chat.

Même si l'animal fut domestiqué par le passé (cf. sa présence sur des tapisseries médiévales) et fut longtemps une sérieuse concurrente du chat comme animal domestique chasseur de rongeurs (notamment aux XVe et XVIe siècles, où le chat fut diabolisé), sa forte odeur musquée le réserve au seul environnement naturel.
En France, la genette a longtemps été chassée pour sa fourrure. Aujourd'hui, elle fait partie des espèces protégées.

## Statut de protection
- Convention de Berne du 19 septembre 1979 :
  - Annexe 3 : Toute exploitation de la faune sauvage énumérée à l'annexe III est réglementée de manière à maintenir l'existence de ces populations hors de danger. Ces mesures comprennent notamment: a) l'institution de périodes de fermeture et/ou d'autres mesures réglementaires d'exploitation; b) l'interdiction temporaire ou locale de l'exploitation, s'il y a lieu, afin de permettre aux populations existantes de retrouver un niveau satisfaisant; c) la réglementation, s'il y a lieu, de la vente, de la détention, du transport ou de l'offre aux fins de vente des animaux sauvages, vivants ou morts.
- Directives européennes du 21 mai 1992 et du 27 octobre 1997 concernant la conservation des habitats naturels ainsi que de la faune et de la flore sauvages :
  - CE/92/43 - Annexe 5 : espèce d'intérêt communautaire dont le prélèvement dans la nature et l'exploitation sont susceptibles de faire l'objet de mesures de gestion.
- Convention de Bonn :
  - Aucune réglementation.
- France :
  - La Genette commune bénéficie d'une protection totale sur le territoire français depuis l'arrêté ministériel du 17 avril 1981 relatif aux mammifères protégés sur l'ensemble du territoire . Il est donc interdit de la détruire, la mutiler, la capturer ou l'enlever, de la perturber intentionnellement ou de la naturaliser, ainsi que de détruire, altérer ou dégrader son milieu. Qu'elle soit vivante ou morte, il est aussi interdit de la transporter, colporter, de l'utiliser, de la détenir, de la vendre ou de l'acheter.

## Sous-espèces
Ce mammifère est représenté par douze sous-espèces :
- Genetta genetta afra (Afrique du Nord) ;
- Genetta genetta balearica (Majorque, Iles Baléares) ;
- Genetta genetta felina (Afrique) ;
- Genetta genetta genetta ;
- Genetta genetta granti (sud-ouest de l'Arabie) ;
- Genetta genetta hintoni ;
- Genetta genetta isabelae (Espagne, Ibiza) ;
- Genetta genetta pulchra ;
- Genetta genetta pyrenaica (Pyrénées, France) ;
- Genetta genetta rhodanica ;
- Genetta genetta terraesanctae (Israël) ;
- Genetta genetta senegalensis (Espagne).

## Galerie

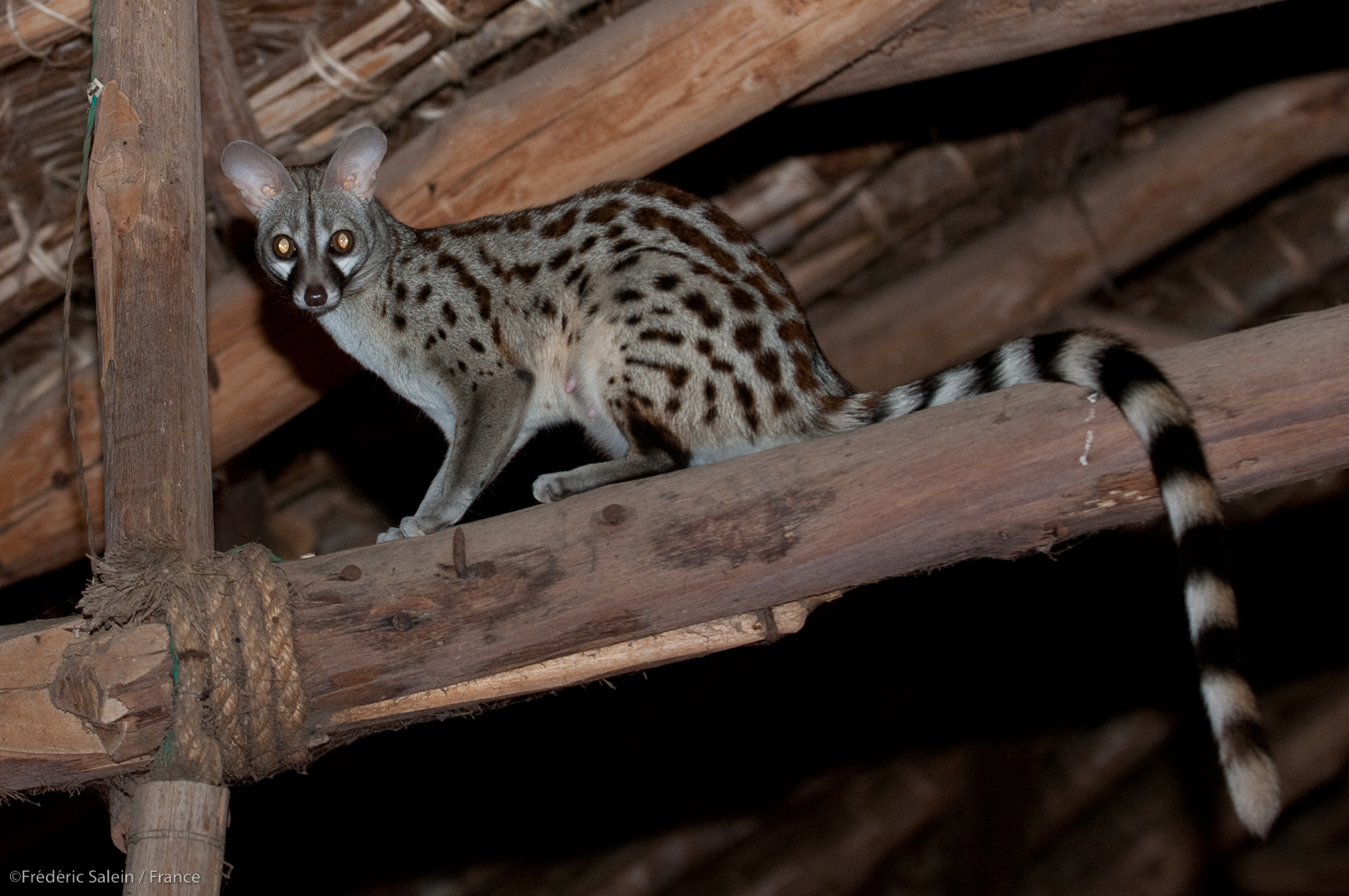
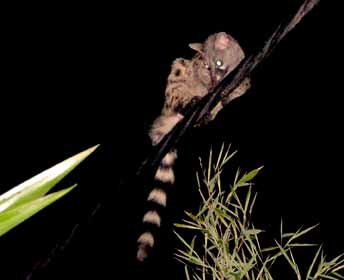
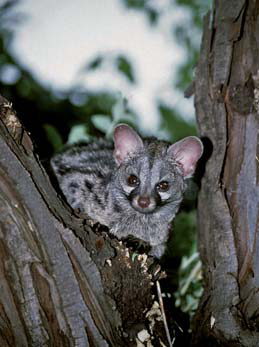
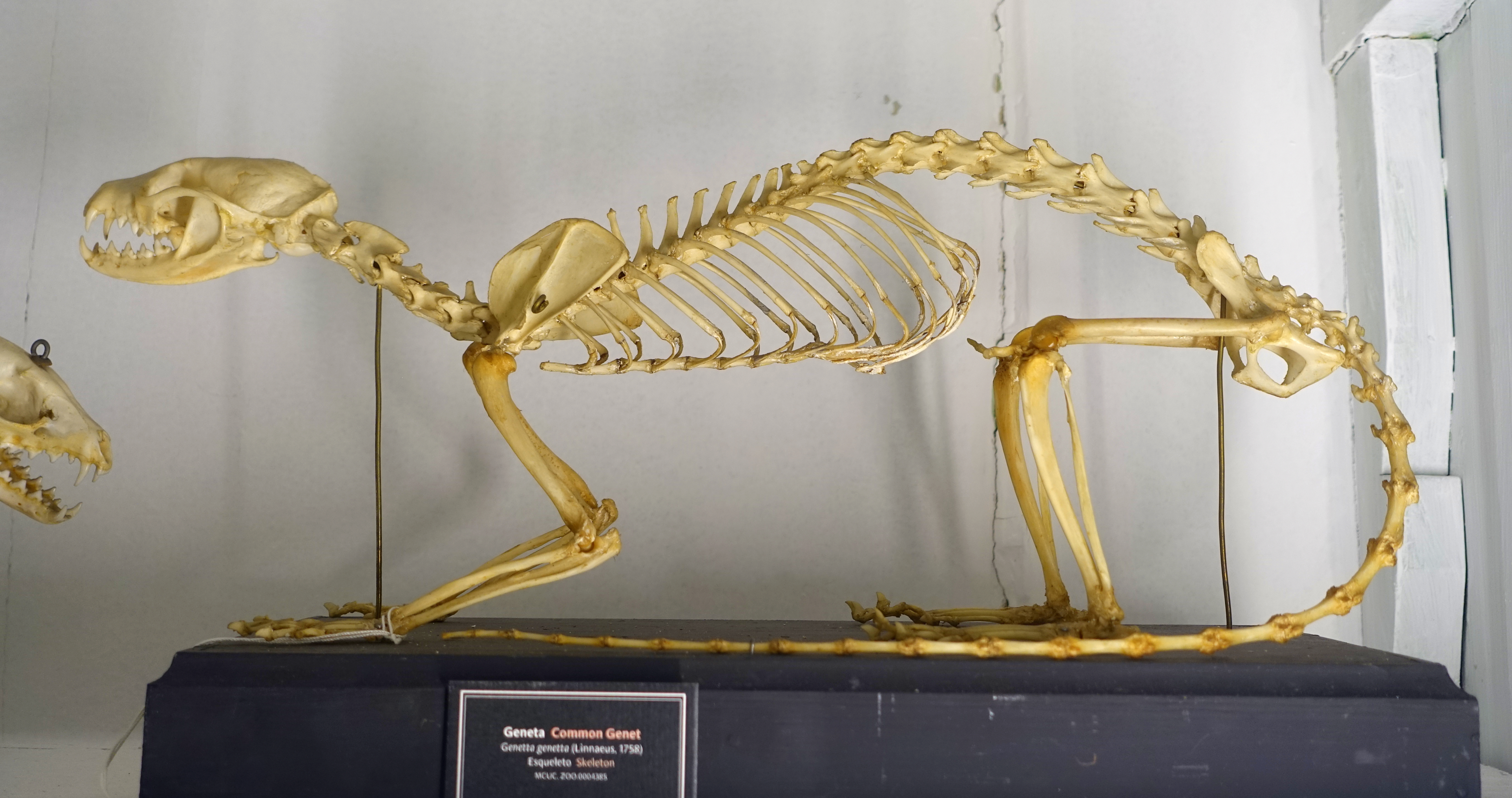